# Spearville
Spearville – miasto położone w Hrabstwie Ford.